# Луна (фільм)
«Луна» (англ. The Echo) — американський ремейк 2008 року філіппінського фільму жахів 2004 року «Sigaw» («Крик», також відомий як «Луна»). Режисер і сценарист оригінального фільму Ям Ларанас також виступив режисером ремейка, тоді як сценарій написав Ерік Бернт.

## Зміст
Після виходу з в'язниці головний герой починає вести цілковито правильне життя. Він робить все, щоб не повертатися до минулого. Влаштовується на нову роботу, зустрічається з дівчиною. Також він вселяється у квартиру померлої матері. От тільки щось дивне починає відбуватися в його новому житлі. До нього приходить усвідомлення, що його мати померла зовсім не так, як всі думали.

## Ролі
- Джессі Бредфорд — Боббі
- Амелія Ворнер — Аліса
- Карлос Леон — Эктор
- Іса Кальсада — Джина
- Кевін Дюранд — Волтер
- Луїз Лінтон — Кеті
- Джемі Блох — Карлі
- Прюітт Тейлор Вінс — Джозеф
- Джейн Іствуд — Люсіль Хіменес